# 翠の評議会
『翠の評議会』（The Green Council）はHBOのファンタジー・テレビドラマ・シリーズである『ハウス・オブ・ザ・ドラゴン』のシーズン1の第9話である。Sara Hessが脚本を書き、Clare Klinerが監督した。日本ではU-NEXTが配信した。

## あらすじ

### キングズランディング
午餐のあった夜、レイニラ王女とデイモン王子の一家はドラゴンストーンに帰り、レイニス王女は〈赤の王城〉にとどまっている。ヴィセーリス王は崩御し、アリセント王妃と父の〈王の手〉オットーは王の死を秘匿するも、侍女ターリャは密かに"白蛆"ミサリアに知らせる。深夜、小評議会が開かれる。アリセントは王が最期の言葉で長男エイゴンを王にするよう希望したと誤解し信じる。小評議会の大半は密かにエイゴンを王にしようとするオットーの企みに加わっている。不支持の蔵相ライマン・ビーズリーをサー・クリストン・コールが殺し、〈王の盾〉総帥のハロルド・ウェスタリングと対立するも、アリセントが両者に剣を引かせる。小評議会にはエイゴンの支持者"翠装派"が残る。リヴァーランとハイガーデンの支持は確実だが、ストームズエンドのボロス・バラシオンの帰趨は不明となる。オットーは禍となるであろうレイニラとデイモンを殺すようウェスタリングに命じるも、ウェスタリングは拒否しマントを脱いで辞職する。オットーは王都にいた諸侯を〈鉄の玉座〉の広間に集めてエイゴンへの忠誠を誓わせ、拒否したものたちは連行される。城から出ようとした諸侯の一人を審問長ラリス・ストロングが見つけて捕らえさせ、オットーが処刑を命じる。
肝心のエイゴンの姿は城の中に見つからず、オットーは〈王の盾〉のサー・エリックとサー・アリックの双子の兄弟に捜索を命じる。双子はエイゴンの通う〈蚤の溜まり場〉の闘技場に行き、エイゴンの落とし子の一人を見かける。ミサリアの使いの女に、エイゴンの居場所を知っていると接近され、ミサリアとオットーの面会を要請される。ミサリアはオットーに〈蚤の溜まり場〉の闘技場の閉鎖を望み、エイゴンの居場所を教える。双子は、七神正教の聖堂で酔いつぶれたエイゴンを見つける。
かつての親友レイニラの抹殺に反対するアリセントはコールに独自の捜索を命じ、王位への野心をもつエイモンド王子も加わる。二人は街でエイゴンのいそうなシルク通りの娼館に行くも見つからない。二人は双子を尾行し、玉座を望まないエイゴンの身柄を双子から奪い、アリセントのもとに連れて来る。エイゴンの身柄を確保したアリセントはレイニラ抹殺を謀る父と対決し、信頼するコールを〈王の盾〉の総帥とする。ラリスは密かにアリセントに会い、ターリャが城内の多くのスパイの一人であると明かし、スパイの頭を始末する許可を求める。アリセントは脚を露わにして見せて報いる。翌朝、アリセントは渋るエイゴンに代々伝わる剣〈黒の炎〉（ブラックファイア）を渡して戴冠式に向かい、オットーのレイニラ抹殺の求めには従わないよう話す。
いまだ城内にいたレイニス王女は監禁され、ドリフトマークの安堵と引き換えにエイゴンへの支持をアリセントに求められる。サー・エリックに導かれて脱出する。身をやつしたレイニスははぐれて民衆に混じり、竜舎で行われる戴冠式に紛れ込む。式に警備が集中しているのを見て密かに抜け出す。ヴィセーリスは平安王と諡名される。エイゴンはコールにより戴冠され、民衆の喝采を得る。自分のドラゴン"メレイズ"を持ちだしたレイニスは戴冠式を荒らすも、エイゴンら王族は焼き殺さずに飛び去る。

## 評判

### 視聴者数
リアルタイムでは2.72百万人が視聴した。HBO Maxの配信視聴者数を加えると9.3百万人が視聴した 。